# Majere
Majere es un dios ficticio creado para el escenario de campaña Dragonlance del juego de rol Dungeons & Dragons.

## Descripción
Majere es el dios de la organización, la industria y el control, así como de la meditación, la fe y los sueños. Crea e inspira las artes marciales y todas las disciplinas que conducen a una honesta confrontación con uno mismo. Los adoradores de Majere buscan vidas sencillas, desprovistas de lujos, pero llenas de meditación, autodisciplina y pensamientos profundos.
Majere trabajó mano a mano con su amigo Paladine en la creación y población de Krynn. Según algunos eruditos, la mejor creación de este son los insectos de Krynn:

Cada uno de los insectos de Majere es una elegante complejidad de patas y armadura que ninguna máquina gnómica podrá jamás igualar.
Astinus

- Datos: Q3813486